# 道路使用許可
道路使用許可（どうろしようきょか）は、道路交通法にもとづき警察署長が道路上に工作物、物件または施設を設け、あるいは道路を使用しようとする行為を許可すること。

## 道路使用許可
道路に次の各号のいずれかに掲げる工作物、物件又は施設を設け、道路を使用しようとする場合においては、警察署長の許可を受けなければならない。（道路交通法第77条）
- 道路において工事もしくは作業をしようとする行為
- 道路に石碑、広告板、アーチ等の工作物を設けようとする行為
- 場所を移動しないで、道路に露店、屋台等を出そうとする行為
- 前各号に揚げるもののほか、都道府県公安委員会が定める一定の行為

## 手数料の徴収
都道府県公安委員会は、手数料を徴収することができるとされている。